# Beatriz da Sicília
Beatriz da Sicília, também conhecida como Beatriz de Aragão (em italiano:  Beatrice; Palermo, 5 de setembro de 1326 — Heidelberg, 12 de outubro de 1365) foi uma princesa da Sicília por nascimento e condessa palatina do Reno pelo seu casamento com Ruperto II, Eleitor Palatino do Reno.

## Família
Beatriz foi terceira filha do rei Pedro II da Sicília e de Isabel de Caríntia. Os seus avós paternos eram o rei Frederico II da Sicília e Leonor de Anjou. Os seus avós maternos eram o duque Otão III da Caríntia e Eufêmia de Legnica.
Ela teve oito irmãos, que eram: Constança, regente da Sicília para o irmão Luís; Leonor, esposa do rei Pedro IV de Aragão; Eufêmia, regente da Sicília para o irmão Frederico III; o rei Luís da Sicília; João; o rei Frederico III da Sicília, marido da infanta Constança de Aragão, e Branca, esposa de João de Aragão, Conde de Ampúrias.

## Biografia
Em 14 de maio de 1345, foi obtida uma dispensa papal para o casamento de Beatriz e Ruperto, filho do conde Adolfo do Palatinado e de Irmengarda de Oettingen. Eles se casaram antes do ano de 1348.
O casal teve sete filhos, quatro meninas e três meninas.
Beatriz faleceu em 12 de outubro de 1365, na cidade de Heidelberg, aos 39 anos de idade. Foi sepultada na Abadia de Schönau, na Alemanha.
Ela nunca tornou-se eleitora palatina, pois Ruperto apenas adquiriu o título em 1390.

## Descendência
- Ana do Palatinado (1346 – 30 de novembro de 1415), foi esposa do conde Guilherme VII de Berg e Ravensberg, com quem teve seis filhos;
- Frederico do Palatinado (n. 1347), morto jovem;
- João do Palatinado (n. 1349), morto jovem;
- Matilde do Palatinado (1350 – antes de 2 de outubro de 1413), primeiro foi casada com o conde Henrique II de Veldenz, e depois com o landgrave Sigoste de Leuchtenberg, com quem teve dois filhos;
- Isabel do Palatinado (1351 – após 4 de julho de 1360);
- Roberto da Germânia (5 de maio de 1352 – 18 de maio de 1410), foi rei da Germânia e eleitor palatino. Foi marido de Isabel de Nuremberga, com quem teve nove filhos;
- Adolfo do Palatinado (1355 – 1358)